# Dichagyris damascina
Dichagyris damascina là một loài bướm đêm trong họ Noctuidae.